# 巴塘事变
巴塘事变，指1905年一系列藏传佛教喇嘛主導的仇外事件，包括了虐待並槍決法國神父、屠殺改信天主教的藏民、刺殺清朝駐官、攻擊清朝駐軍、燒燬教堂等，是藏區史上最大的宗教迫害之一。该事件源起1905年4月2日，喇嘛發起反天主教、反法國暴動，焚毁教堂，並散播謠言指清廷驻西藏帮办大臣凤全是法國人派來的假欽差。4月6日（光緒三十一年三月一日），「假欽差」凤全及随员50余人被藏民伏擊殺死。法國天主教神父苏烈（Jean-André Soulié）和牧守仁（Henri Mussot）则被喇嘛抓獲折磨兩週后于4月14日遭到槍決（巴塘教案）。此事震动川藏，引发了清政府大规模的征剿，也成为了西康设立的导火索。

## 背景
光绪二十九年（1903年），清廷下令经营川边，兴办垦务，招募土勇。1904年5月，委任新任驻藏帮办大臣凤全，安排驻扎在察木多（今西藏昌都）。凤全在前往察木多到任途中，在巴塘停留三个多月，强力推行新政，并限制丁林寺僧侣人数。此举使寺庙与土司共同感到威胁。

## 经过
光緒三十一年二月二十八日（1905年4月2日），巴塘发生暴动，焚毁天主教堂，法国神父苏烈（Jean-André Soulié，1858-1905年）和牧守仁（Henri Mussot，1854-1905年）逃入土司官寨避难。暴动者又围攻钦差行辕，称凤全是“洋人所派的假钦差”，杀死前来弹压的都司吴以忠。次日凤全避入土司官寨。土司罗进宝与副土司郭宗札保劝凤全返回打箭炉。三月一日（4月5日），凤全率卫队50余人离开土司官寨，在巴塘附近红亭子遭遇藏民袭击，并被杀害。法国牧守仁神父也在逃走时遇害。

## 后果
巴塘事变发生后，清廷震怒，命令四川提督马维骐率兵5个营即刻进剿，建昌道赵尔丰为善后督办率2个营清军跟进前进，同时命驻藏大臣有泰“审度事机，妥为安抚”，“晓谕藏番毋听谣煽”。当年四月（1905年5月），马维骐率领清军向巴塘进发。清军抵达康区后，侦察得知“前数日有巴塘派来喇嘛头人于此调聚百姓，垒卡防守，暨见大兵前来，皆不愿应战，于前夜自行解散”，并未像所具“公禀”那样“甘愿先将地方人民尽行诛灭，鸡犬寸草不留”。因此清军沿途只遭遇几次轻微抵抗。六月二十六日（1905年7月28日），清军顺利地进入巴塘城，“擒两土司而诛之”。以八阁堪布为首的叛乱僧人则据守丁林寺。清军见进攻受阻，便调集火炮进行轰击，寺中大殿中弹起火，全寺焚毁，八阁喇嘛等被擒，余众逃往七村沟。于是马维骐派军“分剿七村，斩馘亦不少”。赵尔丰所部清军于八月初到达巴塘时，马维骐“已火焚丁林，马踏七村”。赵尔丰率军进驻巴塘后，“麻多哇等七村以愚悍听番僧驱使”，继续顽抗。赵尔丰派兵三路进剿，血洗七村沟，至此巴塘事变始平。之后，赵尔丰开始清查户口，普查地亩，规定粮税，废除土司，委任吴锡珍代理地方一切事宜；委候补知县王会同为盐井委员，前往招安兼征盐税。此战，巴塘正土司扎西吉村（罗进宝）、副土司郭宗扎保（扎巴吉村）等事变领袖皆被清军“剜心沥血，以祭凤全”。清军对巴塘藏民进行了残酷镇压，藏民被杀者达数百人，尸体被清军抛入金沙江中。邻近巴塘的藏民准备支援巴塘，又遭赵尔丰的血腥围剿，僧俗1200余人遭到清军屠杀，当地藏传佛教寺院也被清军捣毁。
巴塘事变使清政府进一步认识到经营川边，必须改土归流，建立行省的必要性和迫切性。光绪三十二年（1906年）秋，清廷任命赵尔丰为川滇边务大臣，将土司地方一并改流，兴办屯垦、教育、开矿、招商、练兵等新政，筹建西康省。自此，赵尔丰以巴塘为基础，开始了在康区全面“改土归流”、筹备建省的行动。巴塘事变发生后，清政府以凤全“死事惨烈，深堪悯恻”，仿傅清、拉卜敦之例，于成都北郊建“昭忠祠”以祀，并赐谥“威愍”。凤全妻李佳氏是凤全续娶，工书画，有文采。凤全死后她赴打箭炉迎回灵柩，督工建祠。她将凤全之死怪罪于打箭炉厅同知刘廷恕的“迟不发援兵”，遂四处告状，并写成“蜚白”（类似传单的一种公开张贴小字报）散布。四川总督锡良无奈，只好以“年老糊涂，几误边事”将刘廷恕参革。刘廷恕任打箭炉同知多年，熟悉边情，凤全抵达打箭炉后，诸事多询其意见，本为知友。不意竟被牵扯丢官，刘廷恕心甚不平。故刘廷恕任将当时凤全、锡良的有关函电、指示和所知实情，辑成《不平鸣》一书，以辩其冤。其中虽不免有为己开脱之处，但也为研究巴塘事变提供了许多珍贵资料。